# Christopher Isherwood
Christopher William Bradshaw Isherwood (Wybersley Hall, 26 agosto 1904 – Santa Monica, 4 gennaio 1986) è stato uno scrittore britannico naturalizzato statunitense.

## Biografia

### Gli anni inglesi
È nato a Wybersley Hall, High Lane, nel nord-ovest dell'Inghilterra, figlio di proprietari terrieri. Suo padre, ufficiale dell'esercito, fu ucciso durante la prima guerra mondiale.
Alle superiori incontrò Wystan Hugh Auden, che divenne inizialmente suo amante, e poi il suo amico più caro per tutto il resto della sua vita. Studiò successivamente al Corpus Christi College dell'Università di Cambridge, dove incontrò Stephen Spender, che era alla Oxford University con Auden.

### La Germania e la guerra
Rifiutando le sue origini sociali e attratto dai ragazzi delle classi sociali più basse, Isherwood si trasferì a Berlino, capitale della giovane Repubblica di Weimar, nel 1929 attrattovi dalla sua meritata reputazione di libertà sessuale (e omosessuale). Qui lavorò come insegnante privato mentre scriveva il romanzo Mr Norris se ne va e una serie di racconti editi sotto il titolo Addio a Berlino, che avrebbero fornito l'ispirazione per la commedia I Am a Camera e al musical che ne fu tratto, Cabaret del 1966.
Una targa commemorativa è stata apposta sulla casa di Schöneberg (Berlino), al 17 di Nollendorfstrasse, dove ha vissuto Isherwood. Nel settembre 1931 il poeta William Plomer gli presentò lo scrittore Edward Morgan Forster: divennero intimi amici e Forster fece da mentore al giovane scrittore il quale, da parte sua, fu uno dei primi entusiasti lettori di Maurice.

### Il dopoguerra e l'America
Auden e Isherwood viaggiarono prima in Cina nel 1938, poi emigrarono negli USA nel 1939. Isherwood si stabilì in California, dove si convertì presto al buddhismo, che seguì per il resto della vita. Assieme a Swami Prabhavananda produsse diverse traduzioni scritturali buddhiste, saggi, la biografia Buddha and his Followers, oltre che romanzi, opere teatrali e sceneggiature, tutte farcite di temi come karma, reincarnazione e ricerca del Nirvana. Arrivando a Hollywood nel 1939, egli incontrò Gerald Heard, il mistico-storico che fondò un suo proprio monastero in onore di Buddha; addirittura Isherwood si unì a una straordinaria banda di esploratori mistici che comprendeva Aldous Huxley, Bertrand Russell, Chris Wood, John Yale. Tramite Huxley, Isherwood strinse amicizia con il compositore russo Igor' Fëdorovič Stravinskij.
Nel 1946 Isherwood ottenne la cittadinanza statunitense.
Nel 1964 pubblica il suo acclamatissimo romanzo A single man (edito in Italia da Guanda con il titolo Un uomo solo), dedicandolo all'amico Gore Vidal. Il romanzo rievoca la giornata qualsiasi di un anziano professore californiano, alle prese con se stesso, i suoi studenti, e l'entusiasmo per una notte passata assieme a un giovane universitario incontrato per caso durante la giornata. Il romanzo ha ispirato il film omonimo diretto da Tom Ford e interpretato da Colin Firth.
Dal 1953 fino alla morte, Isherwood ha convissuto col suo compagno, il pittore e ritrattista Don Bachardy.

## Opere
- Tutti i cospiratori (All the Conspirators, 1928; nuova ed. e nuova prefazione, 1958), trad. di Maura Ricci Miglietta, Collana Le stagioni della narrativa contemporanea n.4, Milano, Mursia, 1969.
- Ritratto di famiglia (The Memorial, 1932), trad. di Elio Chinol, Milano, Longanesi, 1948.
- Mr Norris Changes Trains, 1935; ed. USA col titolo: The Last of Mr Norris
  - Mr Norris se ne va, trad. di Pietro Leoni, Milano, Mondadori, 1948; Torino, Einaudi, 1993.
  -  Il Signor Norris se ne va, traduzione di Pietro Leoni, Collana Fabula n.301, Milano, Adelphi, 2016, ISBN 978-88-459-3071-3.
- The Dog Beneath the Skin, con W. H. Auden, 1935.
- L'ascesa dell'F6 (The Ascent of F6, 1937), con W. H. Auden, trad. di C. Ciccardini, a cura di M. Morini, Collana Di monte in monte, Tararà, 2003, ISBN 978-88-865-9343-4.
- Sally Bowles, 1937. [poi incluso in Goodbye to Berlin]
- On the Frontier, 1938, con W. H. Auden.
- Lions and Shadows, 1938
  - Leoni e ombre, trad. di Manlio Bocci, Collana Medusa n.320, Milano, Mondadori, 1953.
  - Leoni e ombre. Un'educazione negli anni Venti, trad. di T. Giartosio, a cura di C. Vatteroni, Collana Le porte, Roma, Fazi, 1996, ISBN 978-88-811-2021-5.
- Goodbye to Berlin, 1939.
  - Addio a Berlino, trad. di M. Martone Roma, Longanesi, 1944; Milano, Garzanti, 1999.
  - Addio a Berlino, trad. di Laura Noulian, Collana Fabula n.257, Milano, Adelphi, 2013, ISBN 978-88-459-2777-5.
- Viaggio in una guerra (Journey to a War, 1939), con W. H. Auden, Collana Prosa e poesia del Novecento, Milano, SE, 1993, ISBN 978-88-771-0269-0; trad. di Aurora Ciliberti e Lucia Corradini, Collana Biblioteca n.513, Milano, Adelphi, 2007, ISBN 978-88-459-2187-2.
- Bhagavad Gita, The Song of God, con Prabhavananda, 1944.
- Vedanta for the Western World, curatela, introduzione e contributi, 1945; Marcel Rodd Co.; UK, 1948.
- La Violetta del Prater (Prater Violet, 1945), trad. di Giorgio Monicelli, Collana Biblioteca Moderna n.13, Milano, Mondadori, 1948; Bari, De Donato, 1968; Introduzione di Elena Croce, Collana Oscar n.1697, Milano, Mondadori, 1983.
- The Berlin Stories, 1945. [contiene: Mr Norris Changes Trains, Goodbye to Berlin; ristampato come The Berlin of Sally Bowles, 1975]
- Traduzione del diario intimo di Charles Baudelaire, 1947.
- Il Condor (The Condor and the Cows, 1949), Novara, Istituto Geografico De Agostini, 1961; col titolo Il condor e le vacche, trad. di E. Petitti, Collana Prosa e poesia del Novecento, Milano, SE, 1990, ISBN 978-88-771-0166-2. [diario di viaggio sudamericano]
- Vedanta for Modern Man, curatela e scritto, Harper & Brothers, 1951; in UK, George Allen & Unwin, 1952.
- What Vedanta Means to Me, 1951. [pamphlet]
- The World in the Evening, 1954.
  -  Il mondo di sera, traduzione di Lidia Storoni Mazzolani, Milano, Sugar, 1958.
  -  Il mondo di sera, traduzione di Laura Noulian, Collana Fabula n.388, Milano, Adelphi, 2023, ISBN 978-88-459-3755-2.
- Christopher and His Kind, 1963
  - Christopher e il suo mondo: 1929-1939, trad. di Giancarlo Pavanello, Collana Saggi e documenti del Novecento, Milano, SE, 1989-2001, ISBN 88-7710-329-9.
  - Christopher e quelli come lui, trad. di Monica Pareschi, Collana Fabula n.411, Milano, Adelphi, 2024, ISBN 978-88-459-3943-3.
- A Single Man, 1964
  - Un uomo solo, trad. di Dario Villa, Collana Prosa Contemporanea, Parma, Guanda, 1981, ISBN 978-88-774-6210-7; Collana Gli elefanti. Narrativa, Milano, Garzanti, 1991, ISBN 978-88-116-6721-6; Collana Le fenici tascabili, Guanda, 1998-2003, ISBN 978-88-824-6605-3.
  -  Un uomo solo, traduzione di Dario Villa, Collana Fabula n.217, Milano, Adelphi, 2009, ISBN 978-88-459-2468- -2.
- Ritorno all'Inferno (Down There on a Visit, 1962), trad. di L.S. Verpelli, Milano, Garzanti, 1965, 1992, ISBN 88-11-66722-4.
- An Approach to Vedanta (1963)
- Ramakrishna e i suoi discepoli (Ramakrishna and His Disciples, 1965), Milano, Corbaccio, 1997; ristampa integrale senza illustrazioni, Parma, Guanda, 2004, ISBN 88-8246-681-7.
- Exhumations, 1966. [giornalismo e racconti]
- Incontro al fiume (A Meeting by the River, 1967), trad. di F. Wagner, Collana Narratori della Fenice, Parma, Guanda, 1983-1994, ISBN 88-7746-722-3.
- Essentials of Vedanta, 1969.
- Kathleen and Frank, 1972.
- Il mio maestro (My Guru and His Disciple, 1980), trad. di M. Papi, Collana Narratori moderni, Milano, Garzanti, 1989, ISBN 88-11-66141-2.
- Ottobre (October, 1980), trad. di Maria Pia Tosti Croce, disegni di Don Bachardy, Milano, Studio Editoriale, 1987, ISBN 88-85357-89-X; con un'intervista a C. Isherwood di W.I. Scobie; postfazione di Enrico Groppali, Collana Oscar I gabbiani n.30, Milano, Mondadori, 1992.
- Where Joy Resides: An Isherwood Reader, a cura di Don Bachardy and James P. White, 1989
- L'albero dei desideri: sulla religione mistica (The Wishing Tree), traduzione di Lucia Corradini, Collana Prosa del Novecento n.41, Milano, SE, 1991, ISBN 978-88-771-0222-5.
- The Mortmere Stories, con Edward Upward, 1994
- Diaries: 1939–1960, a cura di Katherine Bucknell, 1996
- C. Isherwood-Aldous Huxley, Le mani di Jacob (Jacob's Hands: A Fable, 1997), Collana Romanzi e racconti, Milano, Baldini & Castoldi, 1999, ISBN 978-88-808-9641-8.
- Lost Years: A Memoir 1945-1951, a cura di Katherine Bucknell, 2000.
- Kathleen and Christopher, a cura di Lisa Colletta, Letters to his Mother, Minneapolis: University of Minnesota Press, 2005.
- Isherwood on Writing, University of Minnesota Press, 2007.
- The Sixties: Diaries: 1960–1969, a cura di Katherine Bucknell, 2010.
- Liberation: Diaries: 1970–1983, a cura di Katherine Bucknell, 2012.
- The Animals: Love Letters Between Christopher Isherwood and Don Bachardy, a cura di Katherine Bucknell, Farrar, Straus and Giroux, 2014.
- Edward Morgan Forster-C. Isherwood, Le luci della quotidianità. Lettere sulla letteratura e l'omosessualità, traduzione di C. Bay, a cura di Richard E. Zeikowitz, Collana Lettere, Milano, Archinto, 2014, ISBN 978-88-776-8659-6.